# Egernia striolata
Egernia striolata es una especie de lagarto escinco del género Egernia, familia Scincidae. Fue descrita científicamente por Peters en 1870.
Habita en Australia (Nueva Gales del Sur, Territorio del Norte, Queensland, Australia Meridional, Victoria).

## Descripción
Es una especie mediana a grande, de cabeza profunda, del género Egernia. Su coloración va del negro oscuro al marrón grisáceo y tiene una franja dorso-lateral pálida que va desde la cabeza hasta la base de la cola. A veces se presentan salpicados de manchas blancas y motas en el torso. Las superficies ventrales suelen ser de color amarillo limón o naranja pálido, mientras que las superficies ventrales de las extremidades y la cola son blanquecinas o grises. Una banda lateral oscura va desde el ojo hasta la ingle, que tiene escamas pálidas que forman barras transversales. 
Sus escamas labiales son de color blanco o crema. E. striolata tiene pupilas estrechas verticalmente y lóbulos auriculares blancos. E. striolata se puede distinguir de E. kintorei porque la primera tiene menos labios y lóbulos de las orejas más puntiagudos. Las nasales de E. striolata están moderadamente separadas y rara vez se estrechan. Las escamas de la cabeza tienen márgenes angostos y marrones u oscuros y, ocasionalmente, manchas blancas.

## Hábitat y distribución
Es una especie nativa de Australia, que se encuentra en la zona árida de Australia Occidental desde Pilbara y el Gran Desierto de Arena hacia el sur hasta Carnarvon y el Gran Desierto de Victoria. No está presente en la costa y las altitudes más altas de la Gran Cordillera Divisoria y en el centro y el este de Queensland, ni en límites adicionales en el sur del Territorio del Norte y el noroeste de Australia Meridional.
Es en gran medida una especie arbórea (que habita en los árboles) que se puede encontrar en troncos huecos y grietas, así como detrás de la corteza de árboles en pie y caídos. En NSW, E. striolata rara vez habita en las rocas, aunque este no es el caso en la totalidad de su área de distribución. En el sur de Australia, con frecuencia usan rocas, grietas de árboles y losas exfoliantes. Se ha encontrado en Xanthorrhoea. Esta especie también se puede encontrar en hábitats impactados o desarrollados por humanos, como en postes de cercas.
Prefiere vivir en ambientes heterogéneos que son estructuralmente diversos. E. striolata es mucho más abundante en hábitats con mayor diversidad en grietas y tamaños de rocas. Los lagartos inmaduros pueden vivir en rocas más pequeñas con menos grietas debido a la competencia por hábitats más complejos. Debido a que son heliotérmicos, prefieren vivir en sitios elevados para tener acceso a más radiación solar. Más radiación solar mejora su estado físico y les permite defenderse, alimentarse y desarrollar grupos sociales estables. Exhibe diferentes niveles de sociabilidad según el hábitat que ocupan. Por ejemplo, en el norte de Nueva Gales del Sur, E. striolata vive comúnmente en tocones de árboles y se encuentra con menos frecuencia en grupos en comparación con el sur de Australia, donde en su mayoría son habitantes de las rocas.

## Dieta
Es omnívoro, y sus principales fuentes de alimento consisten en insectos más grandes y de cuerpo duro, como coleópteros, hormigas, saltamontes y cucarachas. Sin embargo, la materia vegetal constituye una parte importante de su dieta, que se estima en un 39,7 %.

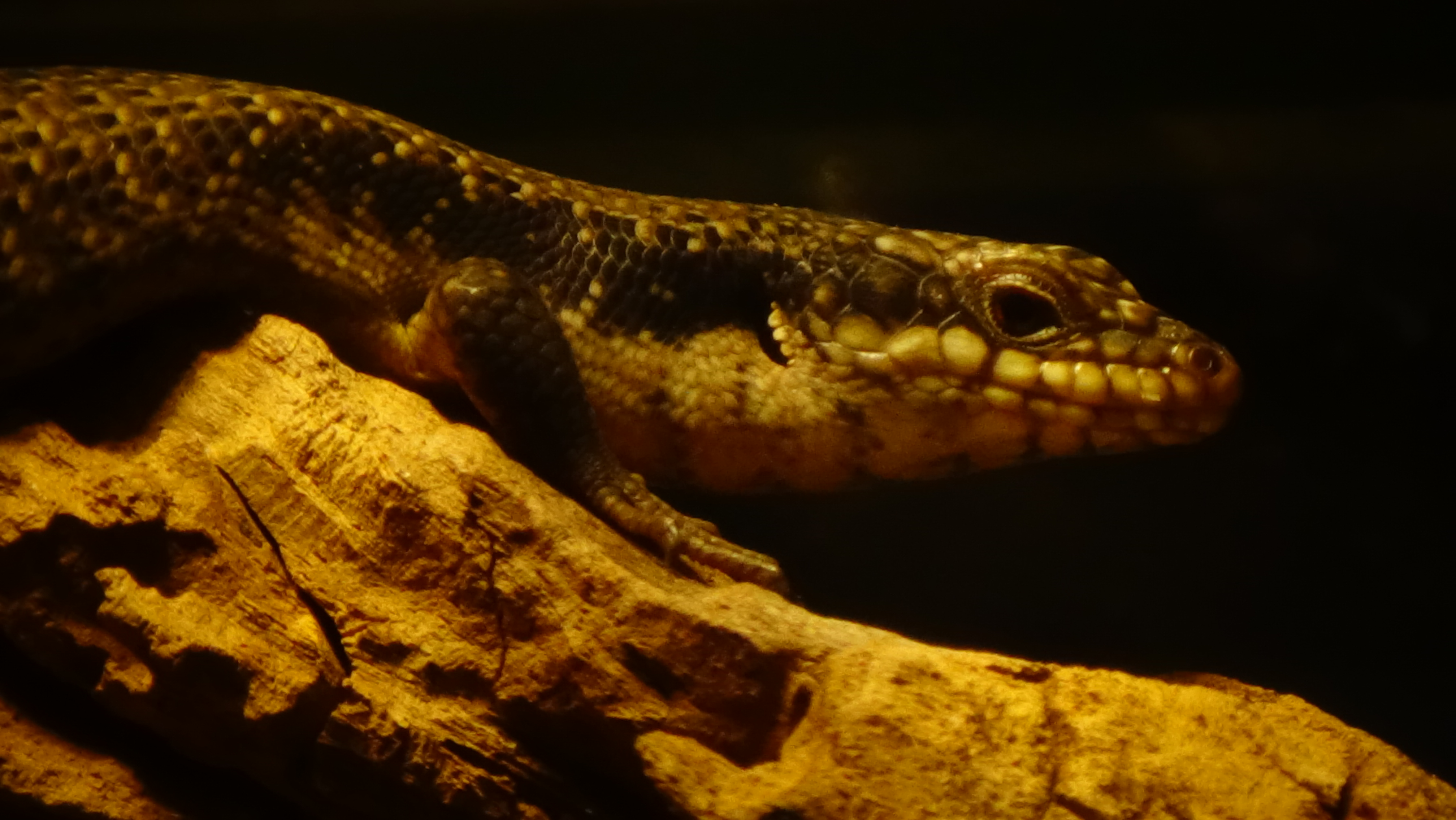
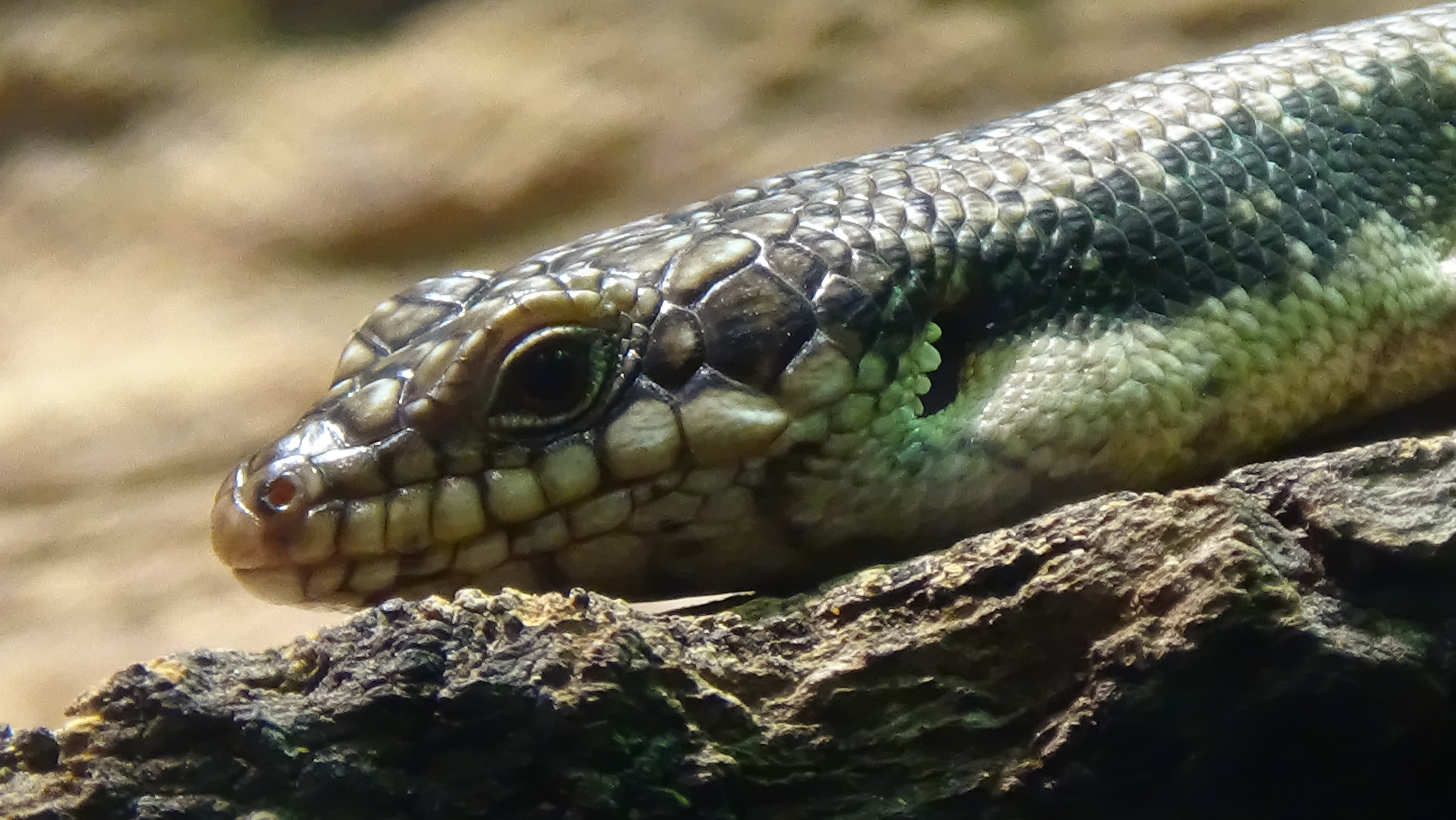
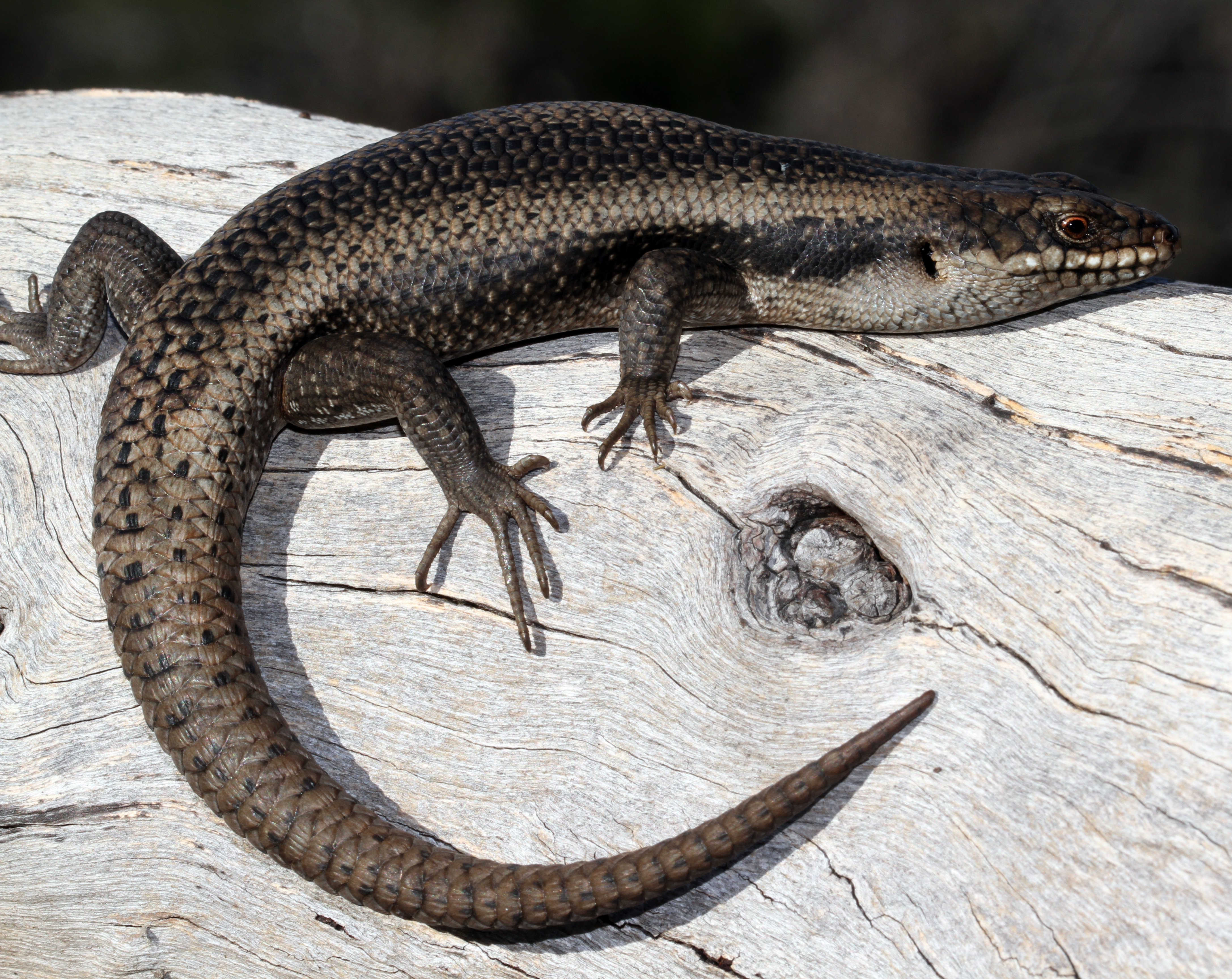